# Zartaj Gul
Zartaj Gul Wazir, Zartaj Gul Akhwand ou plus simplement Zartaj Gul (en ourdou : زبيدہ جلال خان), née en novembre 1984 à Bannu, est une femme politique pakistanaise. Elle est ministre du Changement climatique depuis le 5 octobre 2018.
Membre du Mouvement du Pakistan pour la justice, Zartaj Gul est l'une des rares femmes du parti à se faire élire députée de l'Assemblée nationale au scrutin direct, lors des élections législatives de 2018.

## Jeunesse et études
Zartaj Gul Wazir est née à Bannu, dans la province de Khyber Pakhtunkhwa, mais est originaire de la tribu pachtoune des Wazirs qui vit dans le Waziristan du Nord essentiellement. Son père Wazir Ahmad Zai était un ingénieur de la compagnie nationale des eaux WAPDA. Il a six enfants dont quatre filles et encourage ces dernières à faire des études supérieures, fait rare au sein de cette tribu conservatrice. 
Zartaj Gul entame ses études supérieures au Queen Mary College de Lahore puis obtient un master de la National College of Arts en conception textile. Elle est notamment volontaire au Shaukat Khanum Memorial Cancer Hospital & Research Centre (en), projet caritatif mené par Imran Khan, puis rejoint le parti de ce dernier, le Mouvement du Pakistan pour la justice. En 2010, elle se marie avec Humayun Raza Khan Akhwind, également membre du parti. 

## Carrière politique

### Députée
Zartaj Gul se présente pour la première fois aux élections législatives de 2013 et critique son principal adversaire Awais Leghari, candidat de la Ligue musulmane du Pakistan (N), pour être issu d'une « dynastie politique ». Elle est toutefois défaite, ne rassemblant que 24,4 % des voix,.
Elle est élue députée pour la première fois lors des élections législatives de 2018 dans la troisième circonscription de Dera Ghazi Khan, sous l'étiquette du Mouvement du Pakistan pour la justice. Elle réunit 44,5 % des voix et bat son principal rival Awais Leghari qui rassemble 30,3 % des votes et fait partie des huit femmes élues directement par le peuple à l'Assemblée nationale.

### Ministre du Changement climatique
Le 5 octobre 2018, Zartaj Gul est nommée ministre d’État au Changement climatique au sein du gouvernement fédéral du Premier ministre Imran Khan. Alors que l'écologie figurait parmi les onze priorités du Mouvement du Pakistan pour la justice, elle est notamment chargée d'appliquer la promesse de plantation de dix milliards d'arbres.

### Condamnation
Le 31 juillet 2025, un tribunal de la province de Faisalabad, condamne Omar Ayub Khan, Zartaj Gul et plus de 200 partisans du Premier ministre déchu Imran Khan à plus de dix ans de prison chacun pour leur participation aux manifestations de 2023.